# LG Wine Smart
Az LG Wine Smart az LG kagyló formájú, érintőképernyős és gombos, Android operációs rendszerrel működő középkategóriás okostelefonja.

## Főbb paraméterek
- Processzor: Qualcomm/MSM8909/1.1 GHz Quad core
- Kijelző: 3,2 collos (320x480)
- Kamera: 3 megapixeles elsődleges kamera, 0,3 megapixeles másodlagos kamera
- Akku: 1,700 mAh
- Operációs rendszer: Android 5.1 Lollipop
- Méret: 117,6 x 58,7 x 17 mm
- Súly: 147 g
- Hálózat: 2G: 850/900/1800/1900 MHz, 3G: 900/2100 MHz, 4G: B3(1800) / B7(2600) / B8(900) / B20(800) MHz